# MARCH (原田真二の曲)
『MARCH』（マーチ）は、1979年11月21日にリリースされた、原田真二9作目のシングル。

## 解説
- 初期フォーライフレコード所属時代、最後のシングル。
- 原田公認のベスト・アルバム解説書には、｢自分の信じる道を突き進め」と、自分への決意もこめた強いメッセージを感じる。MARCHとはもちろん行進曲のことであるが、歌詞にMARCHという言葉は入っていない。
- 「メッセージ・ソングにありがちな言葉先行型にならず、言葉とメロディー、行進曲風アレンジが一体となって、メッセージを発信している感じ」と解説がされている[1] 。
- 歌詞の「赤い数字｣とはテストの赤点のことである。
- 2004年NHK『天才てれびくんMAX』のMTKのコーナーで、この番組レギュラーのてれび戦士たち（小・中学生の子供タレントにより編成）グラスオニオン（井出卓也、前田公輝、バーンズ勇気）によって歌われ、25年ぶりにリバイバルした。編曲はゴダイゴのタケカワユキヒデが担当している。
- B面の「GET OUT OF YOUR HEAD｣は、一般発売でのアルバム未収録、未CD化（2010年現在）作品であるが、ライブでは1980年代中期まで頻繁に演奏されていた曲であった。

## 収録曲
両曲　作詞・作曲・編曲：原田真二
1. MARCH (3分52秒)
2. GET OUT OF YOUR HEAD (4分47秒)

## 関連作品
- 『GOLDEN☆BEST 原田真二 OUR SONG〜彼の歌は君の歌〜』（#1）